# Consuelo Armijo
Consuelo Armijo Navarro-Reverte (Madrid, 14 dicembre 1940 – Madrid, 22 giugno 2011) è stata una scrittrice e illustratrice spagnola, legata perlopiù alla letteratura per ragazzi.

## Biografia
Nata nel 1940 a Madrid, prima di dedicarsi alla letteratura lavorò anche come hostess e agente immobiliare.
I suoi primi racconti vennero pubblicati su riviste come Bazar e La Ballena Alegre, mentre il suo libro I batauti (in spagnolo Los batautos) le fece vincere il Premio Lazarillo nel 1974.
I batauti è stato inoltre inserito dalla Fundación Germán Sánchez Ruipérez tra le cento migliori opere di letteratura infantile del XX secolo.
Ha inoltre lavorato occasionalmente come illustratrice, ad esempio per il libro Las tres naranjas del amor y otros cuentos españoles di Carmen Bravo-Villasante.
Ha fatto inoltre da sceneggiatrice per il programma televisivo Barrio Sésamo (versione iberica dell'americano Sesame Street). Alcune sue opere sono state adattate per la televisione o per il teatro.
Nelle sue opere fa spesso ricorso all'umorismo surreale e al nonsense.

## Opere
- Los batautos (1975)
  - pubblicato in italiano con il titolo I batauti, traduzione di Maria Bastanzetti, collana Il battello a vapore, Piemme, Casale Monferrato, 1996
- Más batautos (1978)
- El Pampinoplas (1979)
- Mercedes e Inés o cuando la tierra da vueltas al revés (1981)
- Aniceto, el vencecanguelos (1981)
- Macarrones con cuentos (1981)
- Bam, bim, bom ¡arriba el telón! (1981)
- Los Batautos hacen batautadas (1981)
- Mercedes e Inés viajan hacia arriba, hacia abajo y de través (1982)
- Moné (1982)
- El mono imitamonos (1984)
- Risas, poesías y chirigotas (1984)
- Guiñapo y Pelaplátanos (1984)
- No pidas las estrellas (1984)
- Los batautos en Butibato (1986)
- Aniceto, el vencecanguelos (1986)
- Los machafatos (1987)
- En Viriviví (1988)
- Inés y Mercedes o cuando los domingos caigan en jueves (1988)
- Los machafatos siguen andando (1989)
- Matxafatoak (1989)
- Matxafatoak, martxan berriro (1989)
- ¡Piii! (1990)
- Sérase una vez (1997)
- Caminos sin trazar (1998)
- La pajarita azul (dentro de la recopilación Cuentos azules) (2001)
- Marabato (2002)
- ¡Hasta siempre, batautos! (2004)

## Premi
- 1974, Premio Lazarillo, per I batauti
- 1976, Premio CCEI (Comisión Católica Española de la Infancia), per I batauti
- 1978, Premio Barco de Vapor, per El Pampinoplas
- 1979, Lista de Honor del Premio CCEI, per Más Batautos
- 1980, Premio CCEI, per Aniceto el Vencecanguelos
- 1981, Lista de Honor del Premio CCEI, per El Pampinoplas
- 1984, Accésit Premio AETIJ (Asociación Española de Teatro para la Infancia y la Juventud), per Guiñapo y Pelaplátanos
- 1987, Lista de Honor del Premio CCEI per Los Batautos en Butibato
- 1998, Premio White Ravens (Internationale Jugendbibliothek), menzione speciale per Sérase una vez